# Публий Лициний Крас (консул 171 пр.н.е.)
Вижте пояснителната страница за други личности с името Публий Лициний Крас.
Публий Лициний Крас Див (на латински: Publius Licinius Crassus) e римски политик от 2 век пр.н.е.

## Биография
Произлиза от известната фамилия Лицинии. Син е на Гай Лициний Вар и брат на Гай Лициний Крас (консул 168 пр.н.е.). Лициний осиновява по-малкия син на сестра си Лициния – Публий Лициний Крас Див Муциан (pontifex maximus 132 пр.н.е. и консул 131 пр.н.е.), който е син на Публий Муций Сцевола и брат на Публий Муций Сцевола (консул 133пр.н.е.).
През 171 пр.н.е. той е консул с Гай Касий Лонгин. През пролетта същата година Публий Лициний Крас е командир на римската войска в Третата македонска война против Персей от Македония в Тесалия.